# Jane Gylling
Jane Hilda Charlotta Gylling, po mężu Palm (ur. 6 kwietnia 1902 w Visby, zm. 10 marca 1961 w Örgryte) – szwedzka pływaczka z pierwszej połowy XX wieku, uczestniczka igrzysk olimpijskich.
Podczas VII Letnich Igrzysk Olimpijskich w Antwerpii w 1920 roku, osiemnastoletnia Gylling wystartowała w trzech konkurencjach pływackich. W wyścigu na 100 metrów stylem dowolnym z czasem 1:25,6 zajęła drugie miejsce w trzecim wyścigu eliminacyjnym, co pozwoliło Szwedce zakwalifikować się do finału. Zajęła w nim szóste miejsce (z nieznanym czasem). W wyścigu na 300 metrów stylem dowolnym z czasem 5:04,8 zajęła trzecie miejsce w drugim wyścigu eliminacyjnym. Gylling była najszybszą zawodniczką z trzecich miejsc, co pozwoliło jej awansować do finału, w którym uplasowała się na szóstym miejscu (z nieznanym czasem). W kobiecej sztafecie 4 × 100 m stylem dowolnym wystartowały jedynie trzy ekipy. Szwedki z Gylling na ostatniej, czwartej zmianie zajęły trzecie miejsce
Cztery lata później, podczas VIII Letnich Igrzysk Olimpijskich w Paryżu, Gylling wystartowała w jednej konkurencji. W wyścigu na 400 metrów stylem dowolnym Szwedka płynęła w trzecim wyścigu eliminacyjnym. Z czasem 7:55,0 zajęła w nim czwarte miejsce i odpadła z dalszej rywalizacji.
Gylling reprezentowała göteborski klub SK Najaden.